# سمر الحاج حسن
سمر خالد الحاج حسن (15 مايو 1963 -) اقتصادية وسياسية أردنية، وعين سابق في مجلس الأعيان الأردني الخامس والعشرون (2011-2013)، وهي حالياً سفيرة مؤسسة الأصوات الحيوية المتخصصة في برامج تمكين المرأة ومقرها واشنطن 2014 وعضو في اللجنة الملكية لتحديث المنظومة السياسية، وهي رئيس لجنة تمكين المرأة في الهيئة.

## حياتها
ولدت سمر الحاج حسن في عمان-الاردن وكان والدها وزيرا للعمل.

## التعليم
حاصلة على شهادة البكالوريوس في إدارة الأعمال من الجامعة الأمريكية في سويسرا.

## مسيرتها العملية
- مؤسسة ومديرة شركة العجاتي لتجارة التحف الفضية فرع الأردن 1987-199
- مؤسسة ومديرة شركة الثقة للخدمات الإدارية والتوظيف 1993-1998
- مديرة شركة الثقة للتوظيف وخدمات الأعمال 1996-1999.
- مديرة برنامج حماية الطفل من الإساءة في مؤسسة نهر الأردن 1999-2001
- نائب امين عام المجلس الوطني لشؤون الاسرة 2001-2005.
- مؤسسة ومديرة شركة مهارة المتخصصة في تقديم الخدمات الاستشارية في مجال التنمية الاجتماعية 2006-2014.
- نائب الأمين العام للمجلس الوطني لشؤون الأسرة 2001-2005 وعضو مجلس إدارة 2007

ايضاٌ عملت كمستشارة في:
- مستشارة / مؤتمر الشبكة العالمية للاطفال/ مكتب جلالة الملكة رانيا العبد الله 2005-2006
- مستشارة مشروع مبادرة الدبلوماسية لدعم الديمقراطية/ المجلس الثقافي البريطاني 2006.
- مستشارة مشروع تطوير مراكز العدالة الاسرية 2006-2009.
- مستشارة تقييم مفهوم وانطباع العاملين في وزارة الصحة حول العنف الاسري/ وزارة الصحة 2008.
- مستشارة تقييم اجتياجات المجتمع المحلي في العقبة القديمة/ شركة تطوير العقبة ومؤسسة نهر الأردن 2009.
- مستشارة برنامج دمج النساء في سوق العمل / شركة نقل واللجنة الوطنية لشؤون المرأة 2010.
- مستشارة برنامج المسؤولية الاجتماعية / مؤسسة ECODIT2009-2010.
- مستشارة تطوير إستراتيجية عمل WOMEN/UNيونيفم 2010.
- مستشارة دراسة تقييم الاثر الاجتماعي لمشروع تأهيل الصرف الصحي/ الزرقاء/ شركة جرادنه 2010-2011.
- مشتشارة مشروع تطوير مراكز الخدمات الاجتماعية المتكاملة لوزارة التنمية الاجتماعية / البنك الدولي 2010-2011.

عضوية
- عضو فريق إدارة المشروع ا الوطني لحماية الأسرة 2000-2005.
- عضو اللجنة الوطنية / الخطة الوطنية للطفولة 2001.
- عضو لجنة الحوار الاجتماعي / الأجندة الوطنية 2002.
- عضو اللجنة الوطنية / إستراتيجية الشباب 2003.
- عضو لجنة تطوير الإستراتيجية العربية للأسرة / الجامعة العربية 2004.
- عضو الجمعية الأردنية للحماية من العنف الأسري 2006-حالياً.
- عضو مجلس / المجلس الوطني لشؤون الأسرة 2006-2008.
- عضو الشبكة العالمية للنساء 2007- حالياً.
- عضو مجلس قرى الأطفال sos2008- حالياً.
- عضو مجلس مؤسسة الرواد الشباب 2008- حالياً
- عضو مجلس إدارة مؤسسة رنين لتطوير مواد تربوية للأطفال فاقدي البصر 2009-حالياً
- عضو مجلس/ المجلس الاجتماعي والاقتصادي 2009-2011.
- عضو مجلس مفوضين / الهيئة المستقلة للانتخابات 2014-الآن
- عضو في اللجنة الملكية لتحديث المنظومة السياسية[1]

1. 1 2  "اللجنة الملكية لتحديث المنظومة السياسية". tahdeeth.jo. مؤرشف من الأصل في 2021-08-25. اطلع عليه بتاريخ 2021-08-25.
2. ↑  "مجلس الأعيان الخامس والعشرون" (بالإنجليزية). Archived from the original on 2017-12-11. Retrieved 2018-03-05.
3. ↑  "السيدة سمر الحاج حسن / عضواً  | الهيئة المستقلة للانتخاب". iec.jo. مؤرشف من الأصل في 2020-02-13. اطلع عليه بتاريخ 2018-03-0500. {{استشهاد ويب}}: تحقق من التاريخ في: |تاريخ الوصول= (مساعدة)